# Scopalina lophyropoda
Scopalina lophyropoda är en svampdjursart som beskrevs av Schmidt 1862. Scopalina lophyropoda ingår i släktet Scopalina och familjen Dictyonellidae. Inga underarter finns listade i Catalogue of Life.